# Cricothyroïdotomie

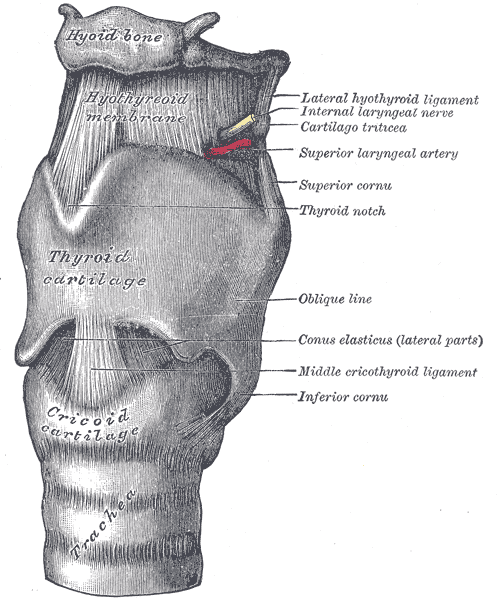
Id.

La cricothyroïdotomie, ou coniotomie, est une technique chirurgicale utilisée en sauvetage, donnant un accès rapide à la trachée et permettant ainsi d'assurer une ventilation efficace. C'est une technique alternative à la laryngoscopie directe dans le contexte de l'intubation difficile ou impossible en urgence.
Elle diffère de la technique de la trachéotomie par la voie d'abord : c'est la membrane cricothyroïdienne qui est incisée, et non la membrane située entre deux anneaux trachéaux. Le repère anatomique permettant de repérer cette membrane est la première dépression juste sous la pomme d'Adam.
Mais contrairement à la trachéotomie (plus invasive mais moins risquée et encore utilisable en dernier recours), la technique ne peut être utilisée que par des personnels spécifiquement formés à reconnaître l’anatomie à cause de la proximité d’artères importantes : une hémorragie provoquée à ce point sur ces artères sera immédiatement très abondante et rapidement fatale si on ne parvient pas à l'arrêter en moins d’une minute. Aucun secouriste amateur, même formé aux gestes de premier secours, ne doit la tenter lui-même.
Il existe deux techniques :
- la technique chirurgicale proprement dite ;
- la technique de Seldinger qui consiste à ponctionner la membrane, puis à insérer un guide dans la trachée qui va permettre la descente d'une sonde sans ballonnet.

## En médecine de l'avant
En médecine de l'avant, la cricothyroïdotomie est une technique de choix pour maintenir les voies aériennes ouvertes de manière « définitive ». En effet, il n'est en général pas possible d'effectuer une anesthésie générale, il n'est donc pas possible de faire une intubation orotrachéale si le blessé n'est pas dans un coma profond. Par ailleurs, lors de l'évacuation sanitaire, la sonde d'intubation risque de bouger, dans un contexte où la surveillance et la réintubation sont compliqués.